# Chung kết Cúp C1 châu Âu 1990
Trận chung kết Cúp C1 châu Âu năm 1990 là trận chung kết thứ ba mươi lăm của Cúp các đội vô địch bóng đá quốc gia châu Âu, ngày nay là UEFA Champions League. Đây là trận đấu giữa A.C. Milan của Ý và S.L. Benfica của Bồ Đào Nha trên sân vận động Prater ở Viên, Áo vào ngày 23 tháng 5 năm 1990. Đây là lần thứ 2 liên tiếp A.C. Milan chơi trận chung kết giải đấu này. Với bàn thắng duy nhất của Frank Rijkaard ở phút thứ 68, A.C. Milan lần thứ tư giành Cúp C1 châu Âu.

## Chi tiết trận đấu
| A.C. Milan   | 1 – 0 | S.L. Benfica |
| ------------ | ----- | ------------ |
| Rijkaard 68' |       |              |

| A.C. Milan | Benfica |

| AC MILAN:                                       |    |                       |  |     |
|                                                 |    |                       |  |     |
| TM                                              | 1  | Giovanni Galli        |  |     |
| HV                                              | 2  | Mauro Tassotti        |  |     |
| HV                                              | 5  | Alessandro Costacurta |  |     |
| HV                                              | 6  | Franco Baresi (ĐT)    |  |     |
| HV                                              | 3  | Paolo Maldini         |  |     |
| TV                                              | 4  | Angelo Colombo        |  | 89' |
| TV                                              | 8  | Frank Rijkaard        |  |     |
| TV                                              | 7  | Carlo Ancelotti       |  | 72' |
| TV                                              | 11 | Alberigo Evani        |  |     |
| TV                                              | 10 | Ruud Gullit           |  |     |
| TĐ                                              | 9  | Marco van Basten      |  |     |
| Dự bị:                                          |    |                       |  |     |
| HV                                              | 12 | Filippo Galli         |  | 72' |
| TĐ                                              | 19 | Daniele Massaro       |  | 89' |
| Huấn luyện viên:                                |    |                       |  |     |
| Arrigo Sacchi Trợ lý trọng tài Trọng tài thứ tư |    |                       |  |     |

| SL BENFICA:         |    |                 |          |     |
|                     |    |                 |          |     |
| TM                  | 1  | Silvino Louro   |          |     |
| HV                  | 2  | José Carlos     |          |     |
| HV                  | 3  | Aldair          | Thẻ vàng |     |
| HV                  | 4  | Ricardo Gomes   | Thẻ vàng |     |
| HV                  | 5  | Samuel Quina    |          |     |
| TV                  | 6  | Vítor Paneira   |          | 76' |
| TV                  | 7  | Valdo Filho     |          |     |
| TV                  | 8  | Jonas Thern     |          |     |
| TĐ                  | 9  | Hernâni Neves   |          |     |
| TV                  | 10 | Mats Magnusson  |          |     |
| TĐ                  | 11 | António Pacheco |          | 55' |
| Dự bị:              |    |                 |          |     |
| TĐ                  | 12 | Cesar Brito     |          | 66' |
| TV                  | 13 | Vata Garcia     |          | 76' |
| Huấn luyện viên:    |    |                 |          |     |
| Sven-Göran Eriksson |    |                 |          |     |